# Vorderthal
Vorderthal ist eine politische Gemeinde im Bezirk March des Kantons Schwyz in der Schweiz.

## Wappen
Das Wappen von Vorderthal stellt einen Schlüssel und ein Schwert dar. Diese Symbole stehen für die beiden Heiligen Peter und Paul, die Namenspatrone der Dorfkirche.

## Geographie

Historisches Luftbild von Walter Mittelholzer von 1935

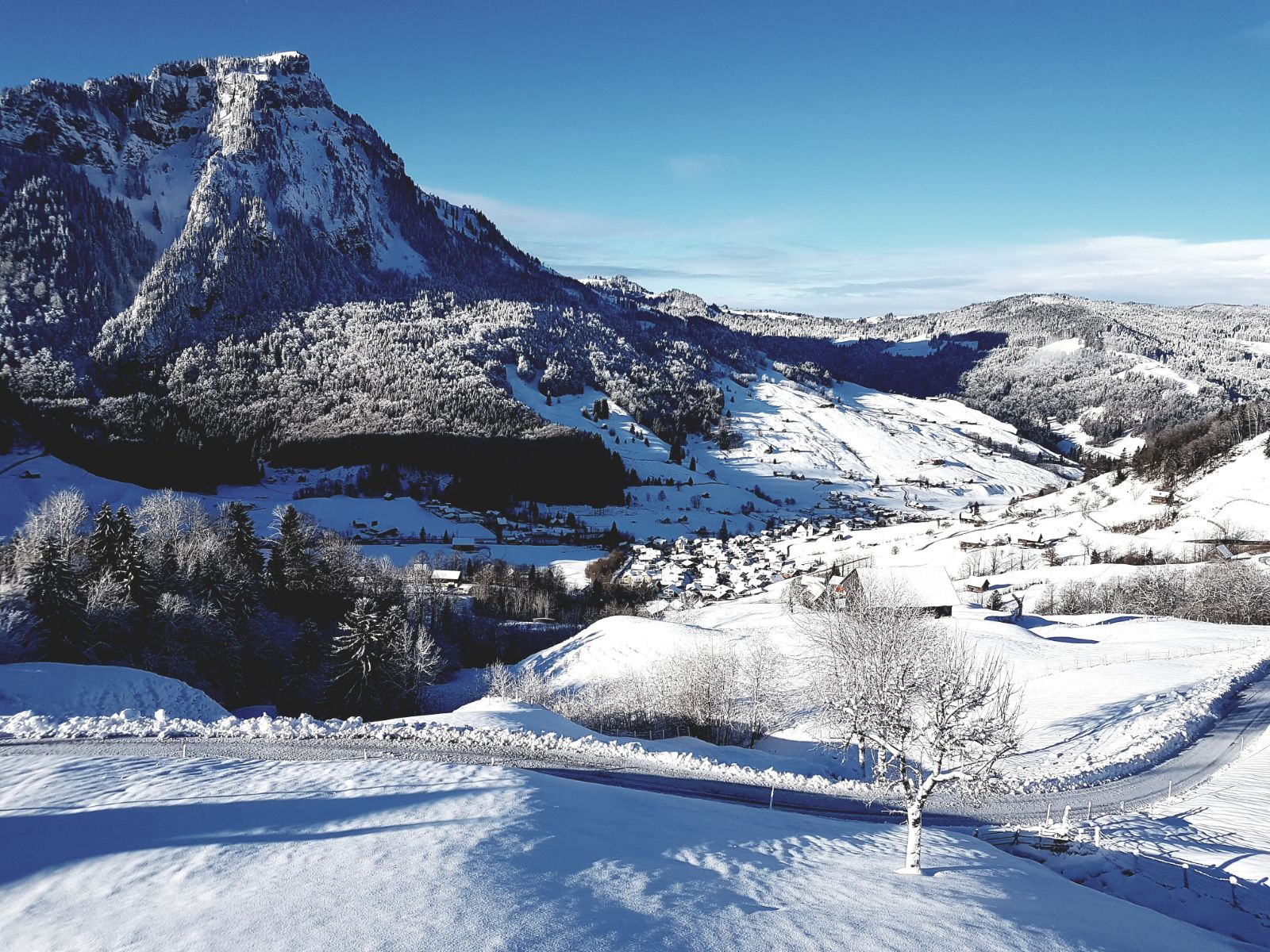
Vorderthal von der Bächweid aus gesehen, im Hintergrund der grosse Aubrig

Vorderthal liegt am Fuss des Grossen Aubrig am Startpunkt des  Satteleggpasses. Das Gemeindegebiet beginnt auf 602 m ü. M. und erstreckt sich bis auf 1695 m am Aubrig. Die Gemeinde selber befindet sich in einer sanften Mulde, umgeben von bewaldeten Hügeln. Als ursprüngliches Alpgebiet der Talgemeinden in der March ist das Wägital immer noch stark landwirtschaftlich geprägt.  Die Landwirtschaftsfläche beträgt 35 % und der Gehölz- und Waldanteil 60 % der Gemeindefläche, etwa 3 % ist unproduktiv.

## Bevölkerung
| Bevölkerungsentwicklung | Bevölkerungsentwicklung |
| Jahr                    | Einwohner               |
| ----------------------- | ----------------------- |
| 1950                    | 930                     |
| 1970                    | 873                     |
| 1990                    | 946                     |
| 2000                    | 1018                    |
| 2010                    | 1025                    |
| 2024                    | 1008                    |

Die am häufigsten gesprochene Sprache ist Deutsch mit über 98 %, gefolgt von Albanisch und Italienisch.

## Politik
Im politischen Leben der kleinen Gemeinde Vorderthal sind zurzeit vier Parteien aktiv. Die SVP hat 68 %,
die SP 8 %, die CVP 10 % und die FDP 14 % der Wählerstimmen.

## Wirtschaft
Die topographische und geographische Lage hat die Ansiedlung von Industriebetrieben verhindert. Das ansässige Gewerbe deckt die Bedürfnisse in grossem Masse ab und ist diversifiziert in die Branchen  Bauhaupt- und Baunebengewerbe, Gastronomie und Tourismus, Transportgewerbe, sowie Land- und Forstwirtschaft.
Die AG Kraftwerk Wägital produziert Strom in Werkanlagen, welche teilweise in Vorderthal liegen (z. B. in Rempen). Die Kraftwerksgesellschaft und damit sämtliche Anlagen gehören zu je 50 % den Nordostschweizerischen Kraftwerken (NOK) und dem Elektrizitätswerk der Stadt Zürich (EWZ).
58,9 % der erwerbstätigen Einwohner haben ihren Arbeitsplatz ausserhalb in einer anderen Gemeinde, meist in der March.

### Verkehr
Die nächstgelegenen Autobahnausfahrten liegen in Lachen und Reichenburg je etwa 15 km entfernt. Es verkehrt eine Buslinie von Uznach über Siebnen-Wangen ins Wägital.

## Geschichte
Die erste Siedlung im Wägital ist um das Jahr 406 feststellbar. Die Herrschaft der Grafschaft Alt-Rapperswil über das Wägital dauerte bis 1350. Die beiden Gemeinden Vorderthal und Innerthal haben sich 1776 getrennt. Die Pfarrei folgte diesem Schritt 1816. Seit 1999 ist sie wieder mit derjenigen von Innerthal in der römisch-katholischen Kirchgemeinde Wägital verbunden. Nach einigen Schwierigkeiten wird die Strasse durch die Schlucht in das Wägital 1861 fertiggestellt. Der alte schmale Weg über Stalden hat ausgedient. Von 1940 bis 1942 wird die Satteleggstrasse erstellt. Damit entsteht eine Verbindung in das Sihltal und die Innerschweiz, womit das Tal einige neue Impulse erhält.

## Sehenswürdigkeiten

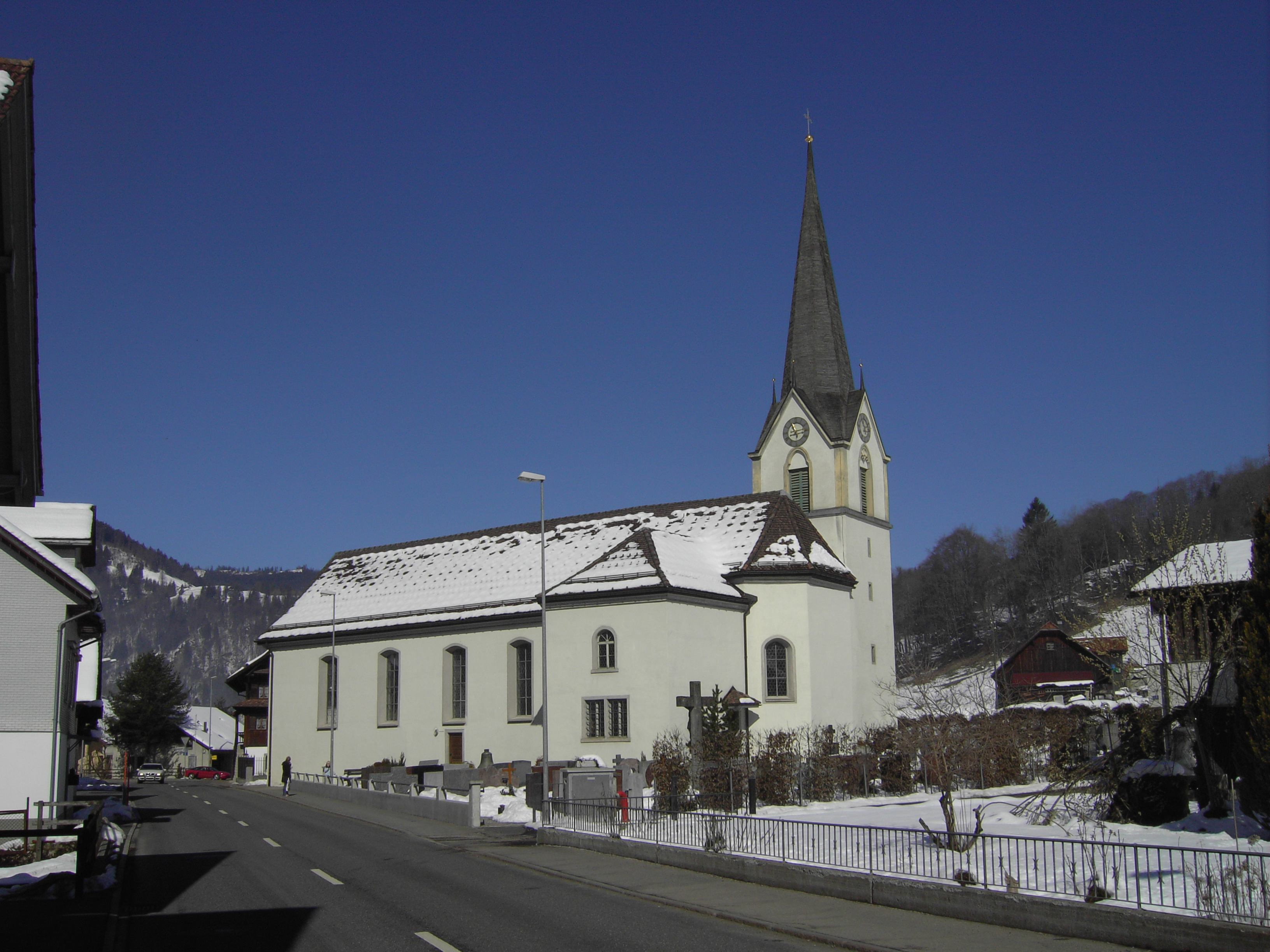
Kath. Pfarrkirche Peter und Paul